# Thủ tướng Pakistan
Thủ tướng Pakistan (tiếng Urdu: وزِیرِ اعظم پاکستان, n.đ. 'Đại Tể tướng') là người đứng đầu chính phủ của Pakistan.
Thủ tướng Pakistan lãnh đạo Chính phủ Pakistan, Hạ viện, đứng đầu Hội đồng lợi ích chung, Nội các, quản lý nền kinh tế, vũ khí hạt nhân của Pakistan. Thủ tướng quản lý nhà nước về đối nội và đối ngoại. Thủ tướng do Hạ viện bầu, thường là lãnh đạo của đảng chiếm đa số trong Hạ viện. Thủ tướng bổ nhiệm các thành viên Nội các. Thủ tướng thực hiện quyền hành pháp, quyết định bổ nhiệm, ký văn bản và phê chuẩn quyết định, văn bản.
Thủ tướng Pakistan khuyến cáo tổng thống về những vấn đề quan trọng. Thủ tướng đóng vai trò lớn trong việc bổ nhiệm tổng tham mưu. Tuy nhiên, binh biến thường xảy ra. Quân đội nắm quyền vào những thời kỳ 1960–1973, 1977–1985 và 1999–2002. Chế độ quân quản do tổng thống lãnh đạo, kiêm quyền thủ tướng. Quyền hạn của thủ tướng đã được tăng cường đáng kể do sự phân lập giữa quyền hành pháp, lập pháp và tư pháp.

## Lịch sử

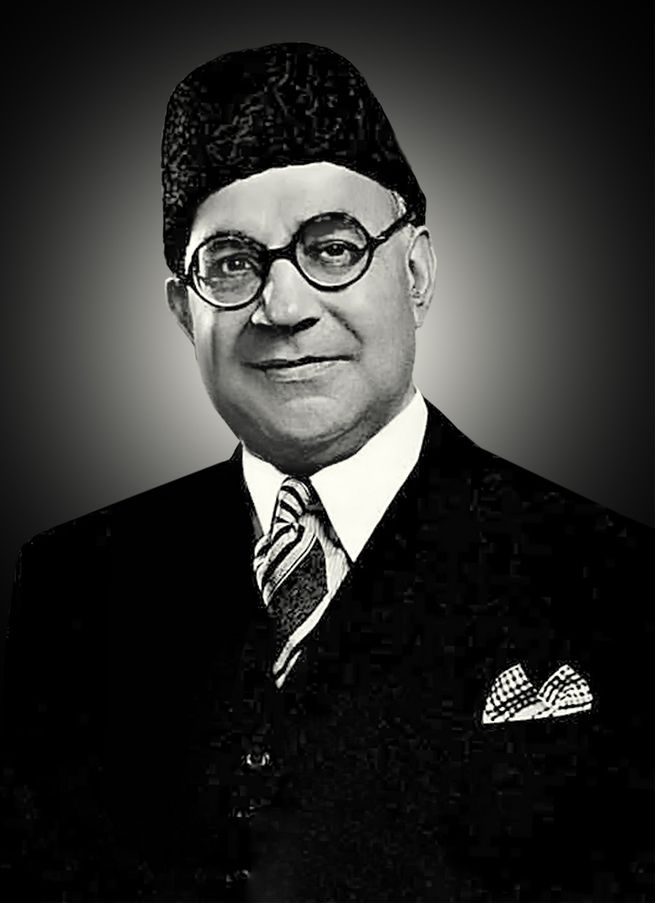
Liaquat Ali Khan, thủ tướng đầu tiên của Pakistan (1947–1951).

Chức vụ thủ tướng được quy định ngay sau khi thành lập Pakistan vào năm 1947. Thủ tướng làm việc dưới quyền toàn quyền Anh. Liaquat Ali Khan là thủ tướng đầu tiên; ông bị ám sát vào năm 1951. Quyền hạn của thủ tướng suy giảm do toàn quyền liên tục can thiệp vào công việc. Năm 1956, Pakistan ban hành hiến pháp đầu tiên, thành lập chức vụ tổng thống thay toàn quyền, quy định thủ tướng nắm quyền hành pháp. Tuy nhiên, thủ tướng tiếp tục bị tổng thống can thiệp vào công việc. Năm 1958, Tổng thống Iskandar Mirza cách chức thủ tướng, ra lệnh thiết quân luật. Tổng thống Mirza bị Tướng Ayub Khan hạ bệ, ông giữ chức thủ tướng trong thời gian ngắn.
Năm 1962, Pakistan ban hành hiến pháp mới. Chức vụ thủ tướng bị bãi bỏ, quyền hạn tập trung vào tay tổng thống. Sau khi Pakistan đại bại trong Chiến tranh Giải phóng Bangladesh, chế độ tổng thống sụp đổ.
Hiến pháp năm 1973 thành lập lại chức vụ thủ tướng. Tổng thống là người đứng đầu nhà nước, nhưng không có thực quyền. Năm 1977, quân đội lật đổ chính phủ, tiếp quản chính quyền. Chức vụ thủ tướng bị bãi bỏ.
Sau cuộc bầu cử Hạ viện năm 1985, chức vụ thủ tướng được thành lập lại, Muhammad Junejo trở thành thủ tướng. Chế độ quân quản sửa đổi hiến pháp, quy định tổng thống có quyền tùy nghi cách chức thủ tướng, giải tán Hạ viện. Năm 1988, Benazir Bhutto trở thành thủ tướng nữ đầu tiên của một nước Hồi giáo.
Từ năm 1988 đến năm 1993, thủ tướng tranh quyền với tổng thống. Tổng thống giải tán Hạ viện ba lần. Quốc hội bãi bỏ sửa đổi, bổ sung của chế độ quân quản. Thủ tướng Nawaz Sharif tập trung quyền hạn. Năm 1999, Tổng tham mưu trưởng Pervez Musharraf lật đổ chính phủ của Nawaz Sharif.
Năm 2002, chế độ quân quản tổ chức bầu cử Hạ viện. Quốc hội khóa mới khôi phục quyền hạn giải tán Hạ viện của tổng thống, nhưng bổ sung quy định cần phải có Tòa án tối cao cho phép.
Năm 2004, Thủ tướng Jamali từ chức, Shaukat Aziz trở thành thủ tướng mới. Năm 2008, Đảng Nhân dân Pakistan thắng cử Hạ viện. Đảng Nhân dân Pakistan bắt đầu vận động cách chức Musharraf. Cùng lúc, Phong trào Luật sư nổi lên, biểu tình phản đối Musharraf can thiệp vào nền tư pháp. Musharraf buộc phải từ chức, Asif Zardari trở thành tổng thống. Năm 2010, Quốc hội sửa đổi hiến pháp, bãi bỏ quyền giải tán Hạ viện của tổng thống, lập lại chế độ đại nghị.
Năm 2012, Tòa án tối cao Pakistan truất tư cách thủ tướng và cách chức Thủ tướng Yousuf Raza Gillani. Đảng Nhân dân Pakistan ban đầu tiến cử Makhdoom Shahbuddin, nhưng buộc phải rút lui sau khi lực lượng phòng, chống ma túy ra lệnh bắt giữ ông. Raja Pervaiz Ashraf trở thành thủ tướng. Trong cuộc bầu cử Hạ viện năm 2013, Liên minh Hồi giáo Pakistan (N) thắng cử. Nawaz Sharif lên làm thủ tướng lần thứ ba. Tháng 7 năm 2017, Sharif bị Tòa án tối cao cách chức do có tên trong tài liệu Panama.
Ngày 18 tháng 8 năm 2018, Imran Khan nhậm chức thủ tướng thứ 22 của Pakistan. Ngày 10 tháng 4 năm 2022, Khan mất tín nhiệm Hạ viện, trở thành thủ tướng đầu tiên mất chức do bị bỏ phiếu không tín nhiệm.
Ngày 11 tháng 4 năm 2022, Shehbaz Sharif nhậm chức thủ tướng thứ 23 của Pakistan.

## Chức vụ
Thủ tướng Pakistan là người đứng đầu chính phủ, nắm quyền hành pháp. Thủ tướng lãnh đạo đảng chiếm đa số trong Hạ viện. Thủ tướng và các bộ trưởng phải là thành viên Hạ viện.

### Quyền hạn

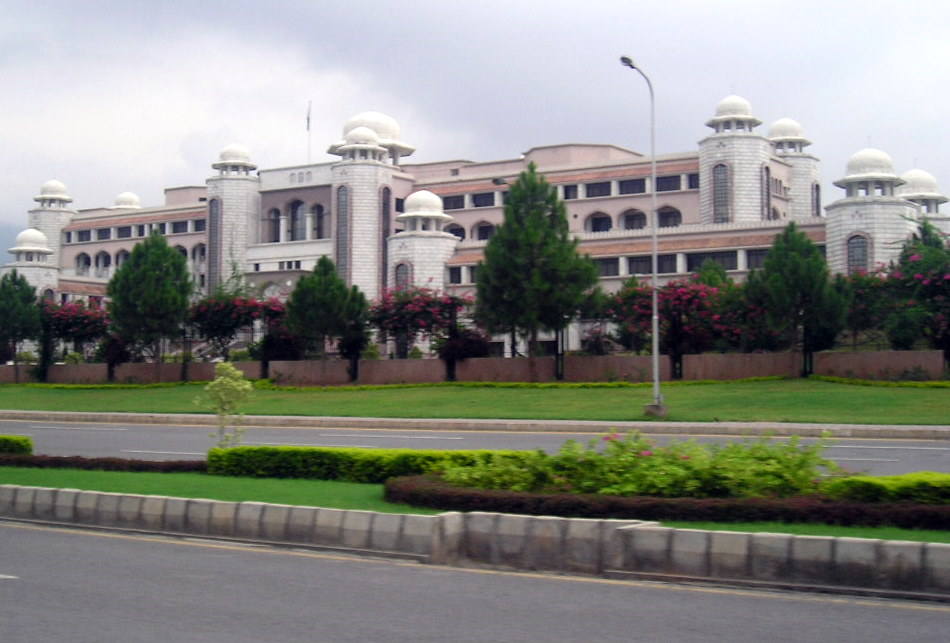
Phủ Thủ tướng ở Islamabad.

Thủ tướng Pakistan là người đứng đầu chính phủ của Pakistan. Thủ tướng được tổng thống mời thành lập chính phủ sau khi được Quốc hội tín nhiệm. Thủ tướng bổ nhiệm các bộ trưởng và báo cho tổng thống biết những quyết định của Nội các về quản lí nhà nước, dự án luật.
Thủ tướng có quyền tham dự phiên họp của Quốc hội. Thủ tướng phải trả lời chất vấn của thành viên Quốc hội. Thủ tướng quyết định bổ nhiệm những chức vụ quan trọng, bao gồm:
- Thư kí liên bang các bộ.
- Tổng thư kí các tỉnh.
- Công chức hành chính quân sự trong Quân đội Pakistan.
- Chủ tịch những cơ quan, công ty nhà nước lớn như Cục Quốc lộ quốc gia, Hãng hàng không Quốc tế Pakistan, Tổng công ti Vận tải Quốc gia Pakistan, v.v.
- Chủ tịch và những thành viên khác của ủy ban liên bang, cơ quan nhà nước.
- Đại sứ, cao ủy.

Thủ tướng thay mặt Pakistan về đối ngoại. Thủ tướng báo cáo trước người dân về những vấn đề quan trọng quốc gia.

### Tư cách
Thủ tướng Pakistan phải hội đủ các điều kiện sau đây:
- là công dân Pakistan.
- là tín đồ Hồi giáo.
- đủ 25 tuổi trở lên.
- phẩm chất tốt, không vi phạm các giới luật Hồi giáo.
- hiểu biết các giáo lý Hồi giáo, thực hành các nghĩa vụ của tín đồ Hồi giáo, tránh gây tội lớn.
- không hoạt động chống lại sự toàn vẹn của quốc gia hay chủ nghĩa kiến quốc của Pakistan sau khi thành lập Pakistan[48].
- là thành viên Quốc hội[49].

### Bổ nhiệm và miễn nhiệm
Thủ tướng Pakistan phải là thành viên Quốc hội. Thường thì lãnh tụ của đảng chiếm đa số trong Quốc hội trở thành thủ tướng. Ứng cử viên thủ tướng phải có Quốc hội tín nhiệm trước khi được tổng thống mời thành lập chính phủ. Thủ tướng có thể lập chính phủ liên hiệp đảng hay chính phủ một đảng.
Thủ tướng bị miễn nhiệm khi Quốc hội bỏ phiếu không tín nhiệm. Trước đây, thủ tướng có thể bị tổng thống miễn nhiệm, nhưng quy định này đã bị bãi bỏ. Thủ tướng được miễn trách nhiệm hình sự và dân sự, không được khởi tố truy tố thủ tướng trong lúc đương nhiệm.
Năm 2012, Tòa án tối cao Pakistan truất tư cách thủ tướng của Yousaf Raza Gillani.
Ngày 28 tháng 7 năm 2017, Tòa án tối cao cách chức Thủ tướng Nawaz Sharif. Sharif về sau bị truất tư cách thủ tướng.

### Tuyên thệ nhậm chức
Thủ tướng tuyên thệ nhậm chức sẽ giữ gìn hiến pháp trước tổng thống.

## Danh sách các thủ tướng Pakistan

Những cựu thủ tướng đang sống
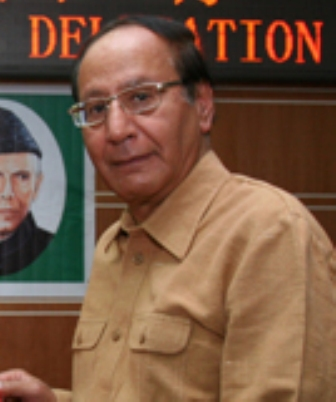
Shujaat Hussain Liên minh Hồi giáo Pakistan (Q) thứ 16, nhiệm kỳ 2004 27 tháng 1, 1946 (79 tuổi)
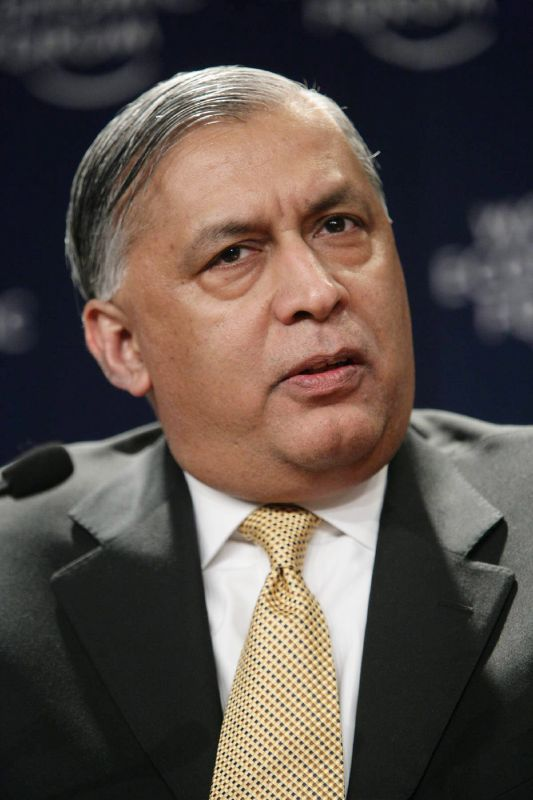
Shaukat Aziz Liên minh Hồi giáo Pakistan (Q) thứ 17, nhiệm kỳ 2004–2007 6 tháng 3, 1949 (76 tuổi)
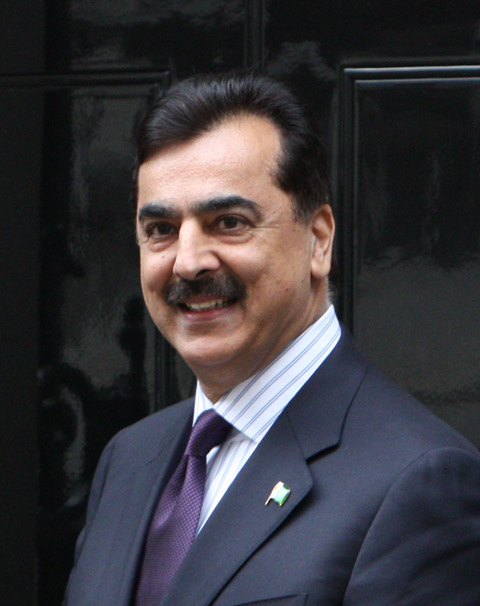
Yousaf Raza Gillani Đảng Nhân dân Pakistan thứ 18, nhiệm kỳ 2008–2012 9 tháng 7, 1952 (72 tuổi)
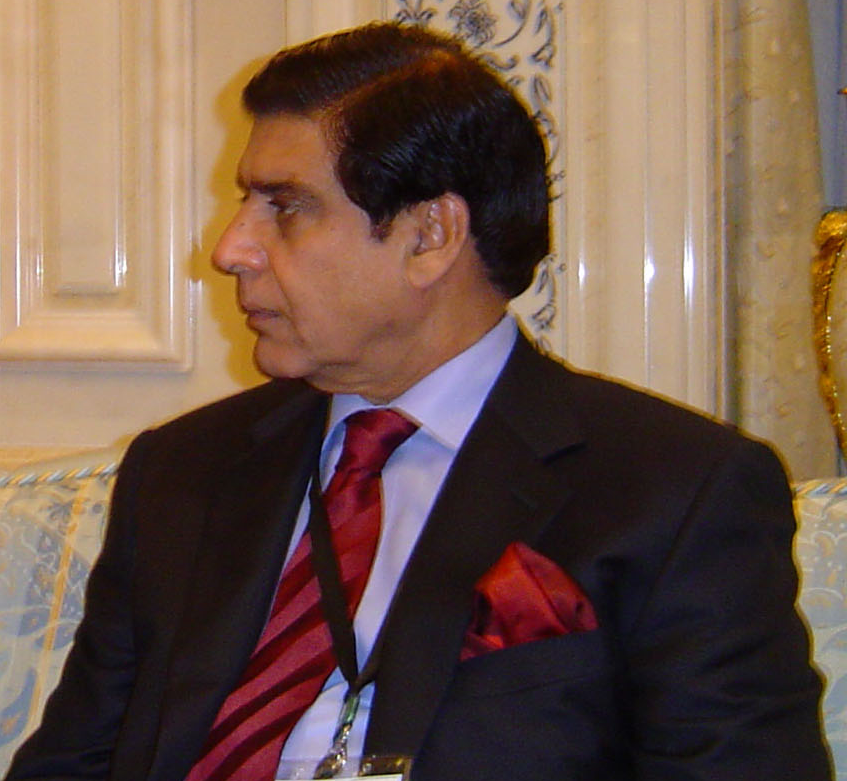
Raja Pervaiz Ashraf Đảng Nhân dân Pakistan thứ 19, nhiệm kỳ 2012–2013 26 tháng 12, 1950 (74 tuổi)
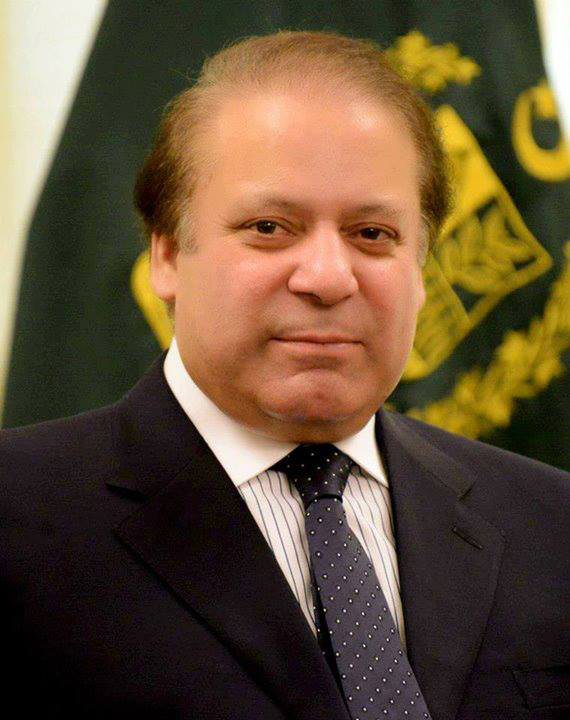
Nawaz Sharif Liên minh Hồi giáo Pakistan (N) thứ 12, 14 và 20, nhiệm kỳ 1990–1993, 1997–1999, 2013–2017 25 tháng 12, 1949 (75 tuổi)
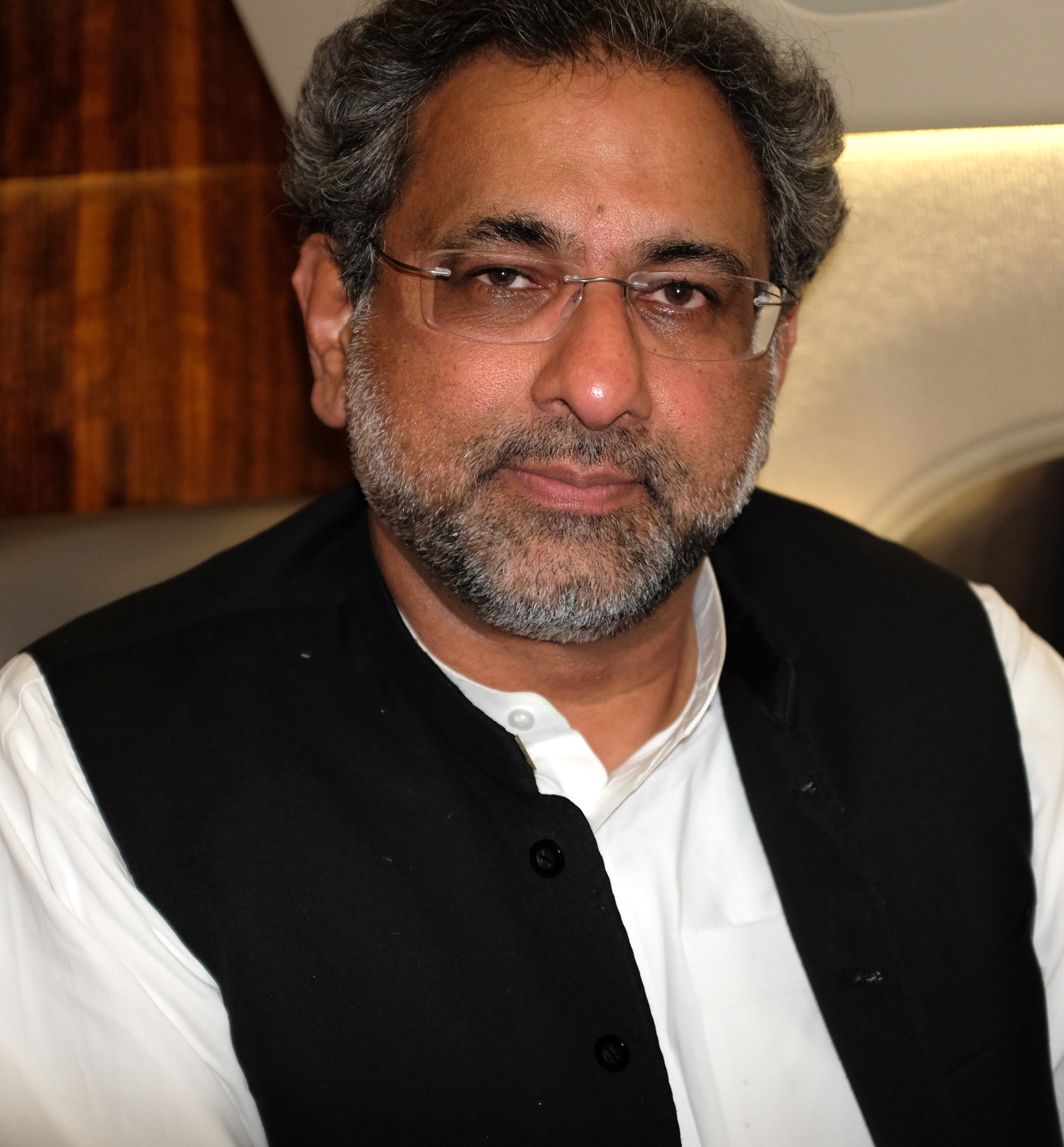
Shahid Khaqan Abbasi Liên minh Hồi giáo Pakistan (N) thứ 21, nhiệm kỳ 2017–2018 27 tháng 12, 1958 (66 tuổi)
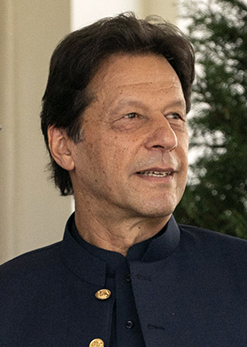
Imran Khan Phong trào Công lý Pakistan thứ 22, nhiệm kỳ 2018–2022 5 tháng 10, 1952 (72 tuổi)

| Đảng | Đảng                          | # | Họ tên |
| ---- | ----------------------------- | - | --- |
|      | Liên minh Hồi giáo            | 5 | Liaquat Ali Khan, Sir Khawaja Nazimuddin, Mohammad Ali Bogra, Chaudhry Mohammad Ali, và Ibrahim Ismail Chundrigar |
|      | Liên minh Hồi giáo Pakistan   | 2 | Nurul Amin và Muhammad Khan Junejo                                                                                |
|      | Liên minh Nhân dân Bangladesh | 1 | Huseyn Shaheed Suhrawardy                                                                                         |
|      | Đảng Cộng hòa                 | 1 | Sir Feroze Khan Noon                                                                                              |
|      | Đảng Nhân dân Pakistan        | 5 | Zulfikar Ali Bhutto, Benazir Bhutto (2 lần), Yousaf Raza Gillani, và Raja Pervaiz Ashraf                          |
|      | Liên minh Hồi giáo (N)        | 5 | Nawaz Sharif (3 lần) Shahid Khaqan Abbasi, Shehbaz Sharif                                                         |
|      | Liên minh Hồi giáo (Q)        | 3 | Mir Zafarullah Khan Jamali, Chaudhry Shujaat Hussain, Shaukat Aziz                                                |
|      | Phong trào Công lý Pakistan   | 1 | Imran Khan |
|      | Không đảng phái               | 1 | Muhammad Khan Junejo                                                                                              |